# Москузо (Казерта)
Москузо је насеље у Италији у округу Казерта, региону Кампанија.
Према процени из 2011. у насељу је живело 120 становника. Насеље се налази на надморској висини од 86 м.